# Macrochirichthys
Macrochirichthys is een geslacht van straalvinnige vissen uit de familie van eigenlijke karpers (Cyprinidae).

## Soort
- Macrochirichthys macrochirus (Valenciennes, 1844)